# Liceo de Heredia
El Liceo de Heredia es un centro de educación secundario en la provincia de Heredia, en Costa Rica, que fuera fundado el 15 de agosto de 1870. En el año 2010 fue declarado como Institución Benemérita de la Educación Costarricense, según consta en el expediente de ley 8897 del 18 de noviembre de ese año
Sus instalaciones fueron declaradas como Monumento Histórico Cultural según la Ley Nº 6058, publicada en La Gaceta Nº 146 del 4 de agosto de 1977, de carácter estatal.

## Historia
En 1870 la Municipalidad de Heredia se interesó en establecer un centro de educación secundaria en esta provincia. Este inició sus labores con el nombre de Colegio de Heredia el 15 de agosto de 1870, bajo la dirección del Dr. José Domingo de Obaldía, oriundo de Panamá. Funcionó en una casa que se alquiló de don Pedro Zamora, pero se cerró por falta de recursos económicos.
En 1875 se abre nuevamente este colegio, ahora con el nombre de San Agustín, funcionando en una casa que cedió gratuitamente don Braulio Morales. También tuvo que cerrarse en 1880 por falta de medios económicos de la municipalidad.

A partir del primero de febrero de 1884 y en 1897 se abre y se cierra en ambas oportunidades de nuevo, permaneciendo cerrado hasta 1904. En este año se reúnen vecinos distinguidos de Heredia y solicitan la reapertura del colegio.
Se apela al gobierno para que conjuntamente con la municipalidad subvencionen este centro de enseñanza. Así el 29 de diciembre de 1904, el gobernador de la provincia, don Joaquín Gutiérrez Córdoba y la señorita Anita Roy Lordy Pundy, firmaron el contrato donde la municipalidad adquiere una vieja casona de dos plantas que había sido construida en 1882 y en el mismo lugar que hoy alberga al Liceo de Heredia.
El 4 de septiembre de 1905, siendo don Luis Felipe González Flores secretario del colegio San Agustín, recibe gran cantidad de papelería para el colegio con el membrete de "Liceo de Heredia". Ante esta situación la municipalidad aprueba una moción para cambiarle el nombre. El primer director del Liceo de Heredia fue don Roberto Brenes Mesén, de 1905 a 1908.
En el año 1907 y por primera vez en la historia del país se abre un programa de coeducación entre hombres y mujeres, mismo que se mantendría hasta el año 1914 y sería blanco de profundas críticas por parte de la sociedad.   La primera graduación mixta (hombres y mujeres) de bachilleres fue en 1911. Asimismo en este año se integraría por primera vez al currículo de enseñanza del país las teorías evolutivas de Charles Darwin.
A partir de 1909, don Carlos Gagini ocupa el cargo de director del Liceo de Heredia.
En 1914 llega a la presidencia de la República el Lic. Alfredo González Flores y nombra como subsecretario de Estado a su hermano, don Luis Felipe González. Ambos, con profunda fe en la misión redentora de le educación, redactan el Decreto N. 10 del 28 de noviembre de 1914, que dice:

"Art1. Suprímese El Liceo de Heredia y establécese en su lugar, en la misma ciudad, la Escuela Normal para varones y señoritas".

El 2 de agosto de 1915, la Escuela Normal de Costa Rica deja el local donde hoy funciona la Escuela Braulio Morales, para instalarse en su propio edificio que aún no estaba concluido. Este es el que actualmente ocupa el Liceo de Heredia, con ampliaciones hechas en años posteriores.
En 1950 hay un deseo manifiesto de la Universidad de Costa Rica por trasladar la escuela de Pedagogía a San José, acción que motivó a diputados heredianos a presentar dos proyectos de ley, uno para legalizar la existencia de la Escuela Normal de Costa Rica, Art 2. Dicha sección se denominará Liceo de Heredia y otorgará el grado de Bachiller en Ciencias y Letras.
El edificio del Liceo de Heredia fue declarado monumento histórico cultura el 4 de agosto de 1977, siendo presidente de la república el Lic. Daniel Oduber Quirós.